# John Templeton
Sir John Marks Templeton (ur. 29 listopada 1912 w Winchester, zm. 8 lipca 2008 w Nassau) – amerykański finansista i filantrop, twórca fundacji przyznającej nagrodę jego imienia.
Studiował na Uniwersytecie Yale. W 1968 otrzymał obywatelstwo brytyjskie. W 1987 został uhonorowany tytułem szlacheckim przez Elżbietę II. Źródłem jego fortuny były m.in. fundusze inwestycyjne – Templeton Growth Fund i Templeton World Fund – które w czasach powojennego boomu ekonomicznego przyniosły olbrzymie zyski. Sponsorował także działania Matki Teresy z Kalkuty, Aleksandra Sołżenicyna i Billy’ego Grahama. Sam również napisał kilka książek z zakresu duchowości i finansów.